# Hinterster Kahler Berg
Der Hinterste Kahle Berg ist ein 197,9 m ü. NHN hoher Berg im nordwestlichen Odenwald, ca. 3,0 km östlich von Darmstadt. Er liegt in der Waldgemarkung Darmstadt und ist stark bewaldet.
Nördlich und östlich des Berges befindet sich das Naturschutzgebiet Scheftheimer Wiesen mit dem Ruthsenbach. Südlich des Bergs befindet sich der Sulmenseekopf, westlich liegt der Vorderste Kahle Berg.

## Toponyme
1. 1664: im Kohlberge
2. 1722: die beiden Kohlenberge
3. undatiert: Vorderster, Hinterster Kahleberg
4. heute: Hinterster Kahler Berg

## Etymologie
Zu Althochdeutsch calo und Mittelhochdeutsch kal mit der Bedeutung „kahl“. Kahle, unbewachsene oder gerodete Flächen waren namengebend. Situation in Darmstadt: Die Belege mit dem Stammvokal /o/ zeigen wahrscheinlich einen dialektral verdumpften Stammvokal. Sie gehören daher zu kahl und nicht zu Kohle.